# مركز وودرو ولسون الدولي للعلماء

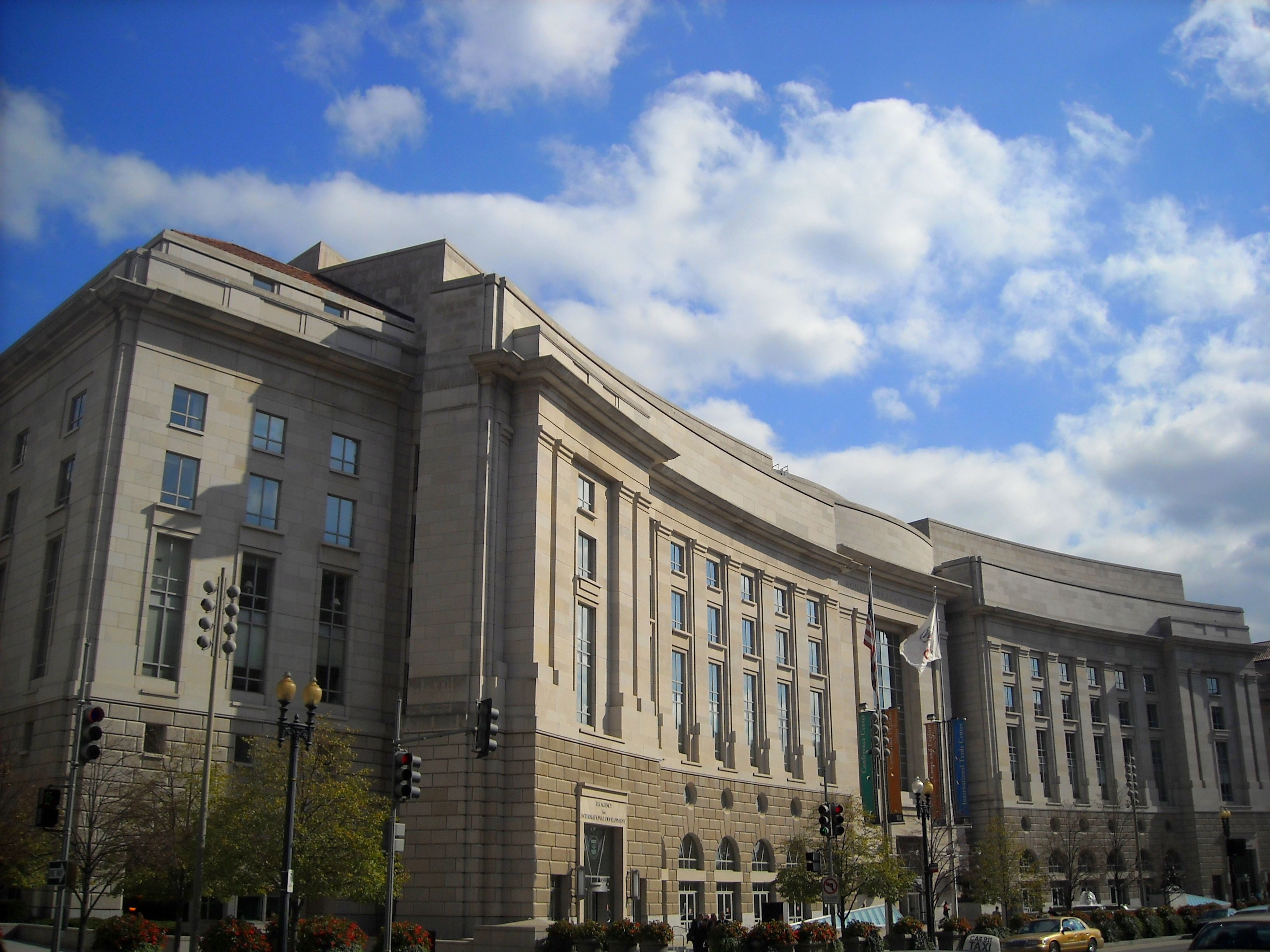
The Ronald Reagan Building and International Trade Center, where the Wilson Center is located.

مركز وودرو ولسون الدولي للعلماء (Woodrow Wilson International Center for Scholars) (أو يعرف اختصارا بـ مركز ويلسون)، مقره في واشنطن العاصمة، تأسس المركز على يد مؤسسة سميثسونيان تكريما للرئيس وودرو ويلسون (أول رئيس أمريكي الحاصل على شهادة الدكتوراه)، مهمة المركز إحياء المثل العليا التي امن بها الرئيس وودرو ويلسون من خلال ايجاد حلقة وصل بين عالم الأفكار وعالم السياسة؛ ومن خلال تشجيع البحث والدراسة والمناقشة، وتعزيز التعاون بين المعنيين بالسياسة العامة من جانب والمعنيين بالفكر والعلم في الشؤون المحلية والدولية من جانب اخر.

## وصلات خارجية
- مركز وودرو ولسون الدولي للعلماء (بالإنجليزية)